# Allectus
Allectus (overleden 296) was een Romeins heerser in Brittannië van 293 tot 296.
Allectus was de rentmeester van Carausius. Toen Carausius tijdens de Carausiaanse opstand de macht over noord Gallië verloor, en daarbij ook de cruciale haven van Bononia (Boulogne), werd hij door Allectus vermoord, waarna die de macht overnam.
Allectus bleek echter niet in staat de invasie door Constantius Chlorus te voorkomen in 296. Alhoewel de invasie van op zijn minst een deel van Constantius' eerste vloot door storm werd voorkomen, kwam de tweede vloot onder de pretoriaanse prefect Asclepiodotus met succes aan land, en trok op naar Londinium, het huidige Londen. Allectus trof hem bij Farnham Surrey, maar sneuvelde in de strijd.

## Geoffrey van Monmouth
Geoffrey van Monmouth vertelt in zijn op legenden gebaseerd geschiedkundig werk dat Allectus direct nadat hij het koningschap over Britannia verkreeg, honderden aanhangers van Carausius vermoordde, omdat ze hun trouw aan Rome hadden geschonden.